# لي وي (لاعب كرة قدم)
لي وي (بالصينية: 李偉) (5 مايو 1975 في الصين - ) هو لاعب كرة قدم صيني في مركز حراسة المرمى. شارك مع منتخب الصين لكرة القدم. أما مع النوادي، فقد لعب مع غوانغجو إفرغراند تاوباو وشيامن بلو ليونز وShanghai Shenxin F.C. ‏ وAnhui Jiufang F.C. ‏.

## وصلات خارجية
- لي وي (لاعب كرة قدم) على موقع قاعدة بيانات كرة القدم.إي يو (الإنجليزية)
- لي وي (لاعب كرة قدم) على موقع ناشيونال فوتبول تيمز (الإنجليزية)